# Abbas Attar
Abbas Attar (Khash, Irão; 1944 - Paris, França, 25 de abril de 2018) mais conhecido pelo seu nome monónimo Abbas, foi um fotógrafo iraniano, conhecido pelo seu foto-jornalismo em Biafra, Vietname e na África do Sul na década de 1970, e pelos seus extensos ensaios sobre as religiões nos anos posteriores. Ele era um membro da Sipa Press de 1971 a 1973, membro da Gama de 1974 a 1980, e juntou-se à Magnum Photos em 1981.

## Biografia
A sua reputação vem sobretudo pelas suas fotografias da Revolução iraniana entre 1970 e 1980. Também se destacam as suas fotografias sobre religiões: o islão, o cristianismo e religiões animistas.
Vivia e trabalhava entre Paris e Teerão. Fez parte da agência Magnum.

## Carreira
Attar, um iraniano que se mudou para Paris, dedicado ao seu trabalho fotográfico para a política social e para a cobertura do desenvolvimento das nações do sul. Desde 1970, as suas principais obras publicaram-se no mundo das revistas e incluem as guerras e revoluções em Biafra, Bangladesh, Ulster, Vietname, Médio Oriente, Chile, Cuba e África do Sul, e também teve um ensaio sobre o apartheid.
De 1978 a 1980, fotografou a revolução no Irão, e regressou em 1997, após 17 anos de exílio voluntário. O seu livro iranDiary 1971-2002 (2002) é uma interpretação crítica da sua história, fotografado e escrito como um diário pessoal.
De 1983 a 1986, viajou através do México, fotografando o país como se estivesse a escrever uma novela. Uma exposição e um livro, Regresso ao México, as viagens para além da máscara (1992), que inclui os seus diários de viagem, lhe ajudou a definir a sua estética na fotografia.
De 1987 a 1994, fotografou o ressurgimento do Islão desde Xinjiang a Marrocos. O seu livro e exposição Allah O Akbar, uma viagem através do Islão militante (1994), expõe as tensões internas dentro das sociedades muçulmanas, rasgadas entre um passado mítico e um desejo pela modernização e a democracia. O livro chamou à atenção adicional após os ataques do 11 de setembro de 2001.